# Drosophila bocki
Drosophila bocki este o specie de muște din genul Drosophila, familia Drosophilidae, descrisă de Baimai în anul 1979. Conform Catalogue of Life specia Drosophila bocki nu are subspecii cunoscute.